# Čitalište

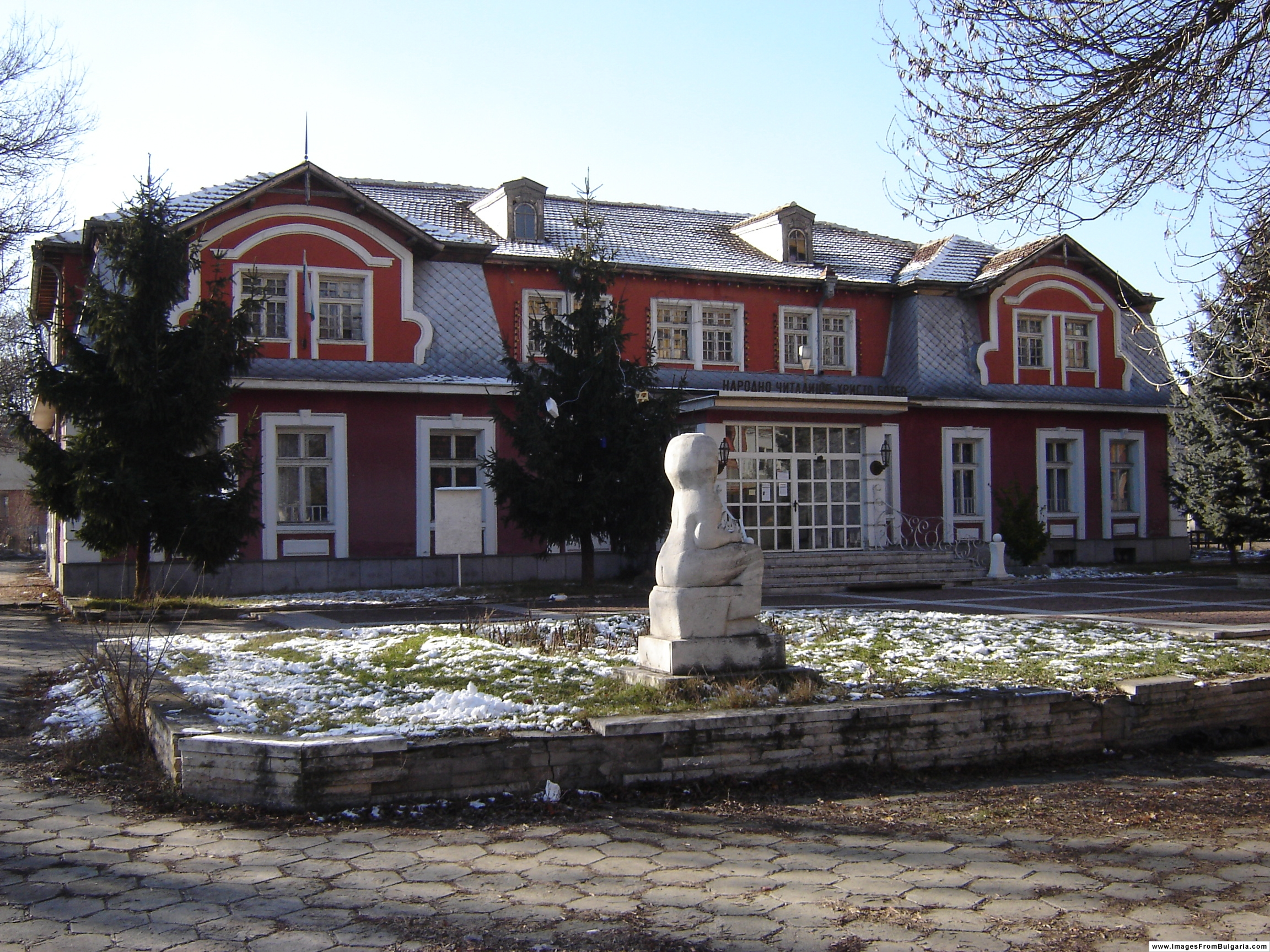
La čitalište di Božurište (regione di Sofia)

Čitalište (in bulgaro читалище [ʧiˈtaliʃte] tradotto in "sala di lettura") è un'istituzione pubblica tipica della Bulgaria. La čitalište è un edificio pubblico multifunzionale che può essere utilizzato come centro di aggregazione, biblioteca, teatro, spesso vi si organizzano dei corsi aperti ai cittadini di tutte le età che possono spaziare dai corsi di lingua fino ai corsi di attività per il tempo libero similmente a quanto accade alle scuole superiori popolari tipiche del Nordeuropa e le université populaire francesi.
Le čitališta (plurale) del XIX secolo e dei primi anni del XX secolo ebbero un ruolo di rilievo nella diffusione della cultura tradizionale e nel rinascimento bulgaro. La prima istituzione di questo tipo fu fondata come biblioteca pubblica nel 1856 nella città di Šumen, in seguito ne sorsero a Lom e Svištov. Più tardi la čitalište si evolse e divenne un'istituzione multifunzione soprattutto nei villaggi e nelle cittadine di piccole dimensioni.
Attualmente le čitališta sono meno diffuse che in passato soprattutto a causa delle difficoltà di finanziamento.